# Sân vận động Ekimae Real Estate
Sân vận động Ekimae Real Estate (駅前不動産スタジアム Ekimae Fudōsan Sutajiamu) là một sân vận động bóng đá nằm ở Tosu, Saga, Nhật Bản. Mở cửa vào năm 1996, nơi đây hiện có sức chứa 24,130 khán giả và là sân nhà của câu lạc bộ Sagan Tosu.
Trước đây sân có tên gọi Tosu Stadium (鳥栖スタジアム Tosu Sutajiamu) sau đó đổi tên thành Sân vận động Best Amenity từ tháng 1 năm 2008 đến tháng 1 năm 2019. Từ ngày 1 tháng 2 năm 2019, sân có tên gọi Sân vận động Ekimae Real Estate (駅前不動産スタジアム Ekimae Fudōsan Sutajiamu).